# Metro por segundo
El metro por segundo (símbolo: m/s) es una unidad derivada del Sistema Internacional, de símbolo m/s, tanto de rapidez (magnitud escalar) como de velocidad (magnitud vectorial). Equivale a la velocidad de un cuerpo que recorre una distancia de 1 metro en 1 segundo.
En el Sistema Internacional de Unidades se expresa como «m/s», «m·s−1», «m s−1», o «ms».

## Conversiones
- 559 m/s: la rapidez promedio del registro de 1996 alcanzada por un Concorde que cruzó el Atlántico.
- 1000 m/s: la rapidez de la bala de un rifle común.
- 3×108 m/s: aproximadamente la velocidad de la luz (299 792 458 m/s) ≈ 1,08×109 km/h.
- 10,4 m/s (37,44 km/h aprox.): la rapidez promedio cronometrada del hombre más rápido del mundo Usain Bolt en la carrera de 200 metros lisos, Juegos Olímpicos 2008.
- 0,576 m/s: la rapidez de la película de una cámara de cine que registra 24 fotogramas de 35 mm cada segundo.

1 m/s es equivalente a: 
= 3,6 km/h (exacto)
≈ 3,2808 Pies por segundo (aproximado)
≈ 2,2369 millas por hora (aproximado)
≈ 1,9438 nudos (aproximado)
1 Pie por segundo = 0,3048 m/s  (exacto)
1 millas por hora = 0,44704 m/s  (exacto)
1 km/h = 0,2 m/s  (exacto)

## Dimensión del tiempo
En esta unidad, la dimensión del tiempo aparece en el denominador (m/s en lugar de m⋅s), por lo que la expresión «metro por segundo» significa «un metro por cada segundo», «un metro en cada segundo» o incluso «un metro dividido por segundo». No se debe confundir con «un metro multiplicado por segundo», lo cual no es una unidad de velocidad.